# Modekngei
Modekngei či Ngara Modekngei (dosl. Spojená sekta) je monoteistické náboženství, které založil v r. 1915 Temedad, muž narozený na palauském ostrově Babeldaob (ps. též Babelthuap). Rozšířilo se následně po dalších ostrovech souostroví Palau. V současnosti se počet praktikujících věřících odhaduje asi na 1700 osob, což činí necelých 9 % palauské populace.
Původně šlo o nenásilné hnutí, které vzniklo v reakci na japonskou okupaci v období mezi dvěma světovými válkami a jež spojilo domorodé animistické kulty s křesťanstvím v osobité orální tradici, jejímž typickým projevem jsou zpěvy zvané keskes. Mělo za cíl posílit palauské kulturní dědictví.